# Liste von Persönlichkeiten der Stadt Dreieich
Die Liste von Persönlichkeiten der Stadt Dreieich listet alle Bürgermeister, Söhne und Töchter der Stadt sowie weitere Personen mit Bezug zur Stadt auf.

Wappen der Stadt Dreieich

## Bürgermeister

### Bürgermeister seit 1977
- 1977: Erich Scheid, SPD (staatsbeauftragter Verwaltungschef)
- 1977–1987: Hans Meudt, CDU
- 1987–2000: Bernd Abeln, CDU
- 2000–2007: Berthold Olschewsky, CDU
- 2007–2019: Dieter Zimmer, SPD
- seit 2019: Martin Burlon, parteilos

## Söhne und Töchter Dreieichs sowie mit der Stadt verbundene Persönlichkeiten

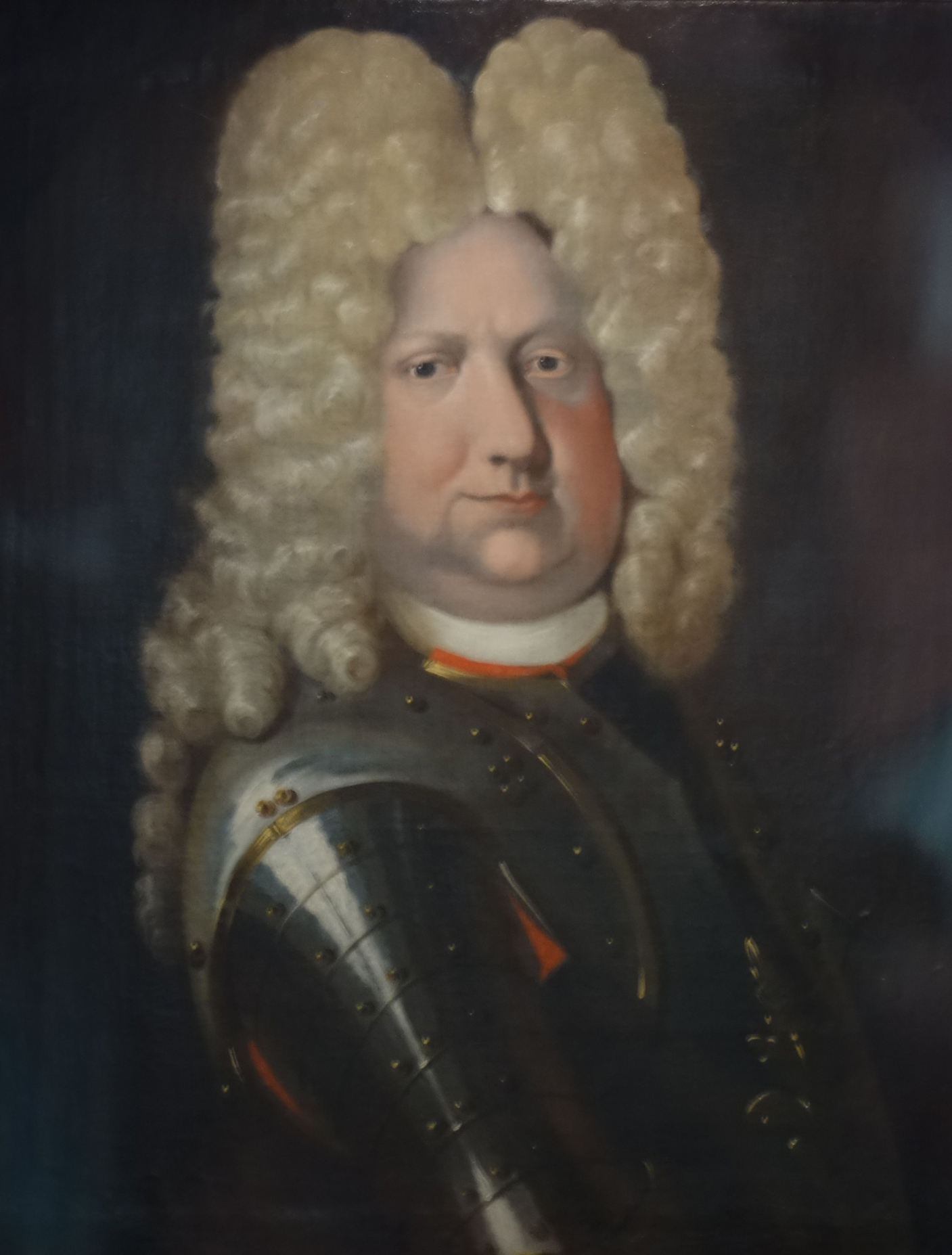
Johann Philipp von Isenburg-Offenbach

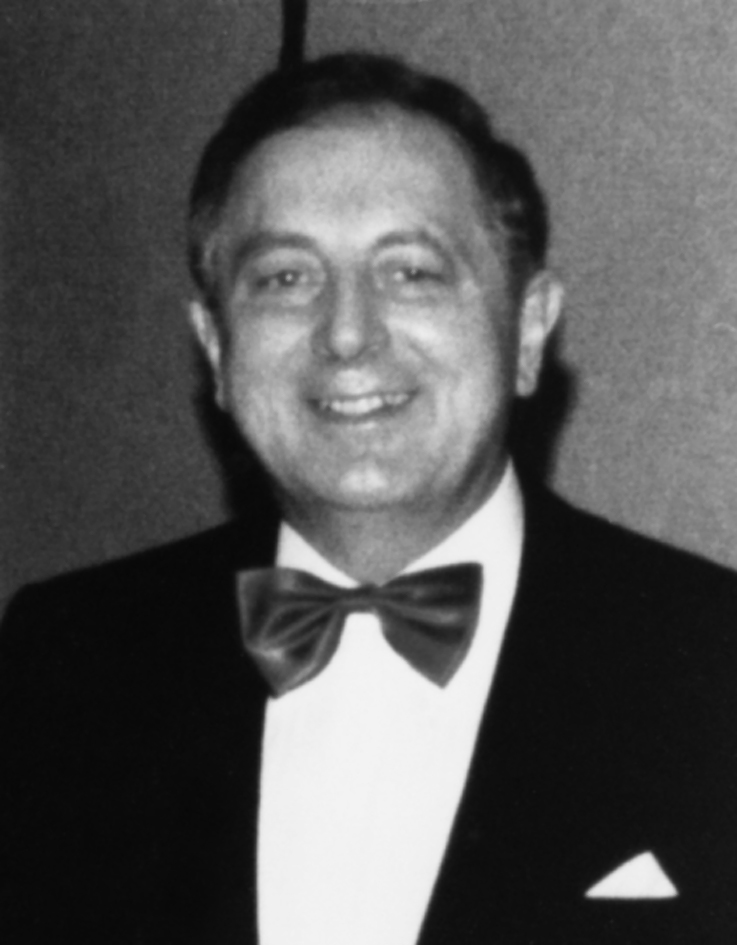
Horst Schmidt

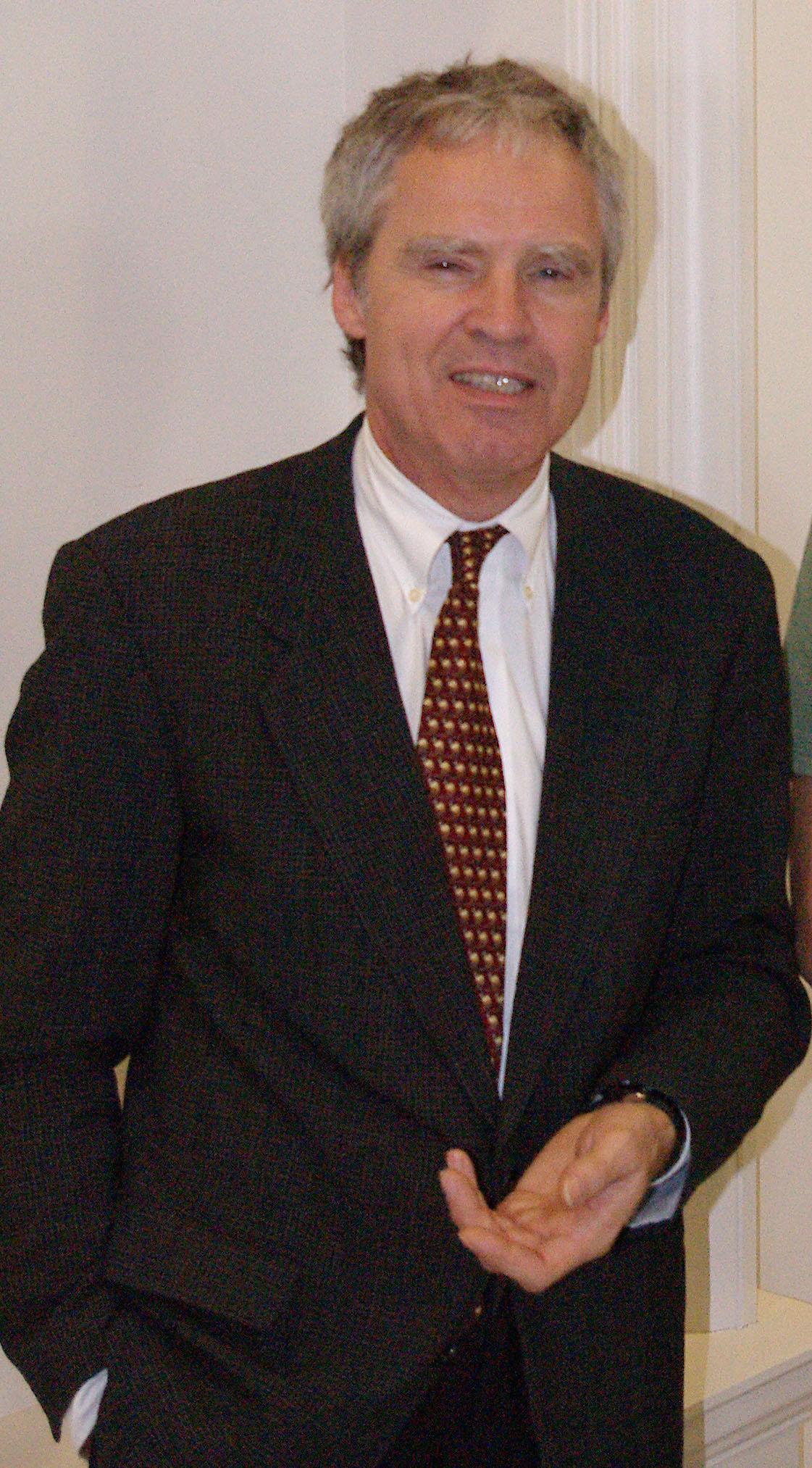
Horst Ludwig Störmer

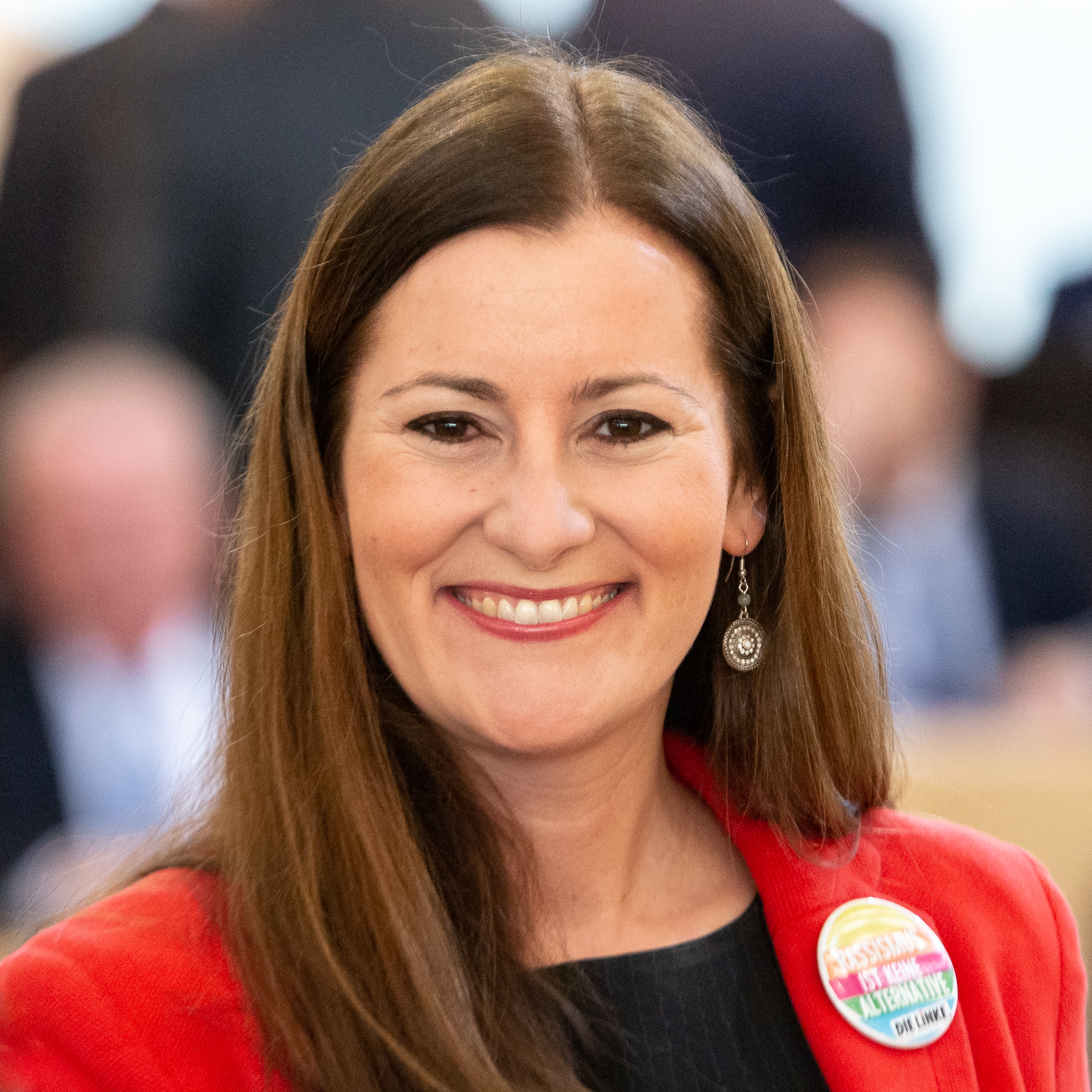
Janine Wissler

- Johann Philipp von Isenburg-Offenbach (1655–1718), von 1685 bis 1718 Regent der Grafschaft Isenburg-Offenbach
- Heinrich Ferdinand zu Ysenburg-Büdingen (1770–1838), Standesherr und Abgeordneter der kurhessischen Ständeversammlung
- Georg zu Ysenburg-Büdingen (1794–1875), Adjutant des Großherzogs Ludwig II. von Hessen und Mitglied der Kurhessischen Ständeversammlung
- Johann Philipp Holzmann, Gründer der Baugesellschaft Philipp Holzmann AG
- Ludwig Erk (1807–1883), Musikpädagoge, Volksliedsammler und -forscher
- Henri Vieuxtemps (1820–1881), belgischer Geigenspieler und Komponist
- Jean Ruhl (1877–1957), Abgeordneter des Reichstags
- Hermann Carl Starck (1891–1974), Unternehmer und Mäzen (Stifter Winkelsmühle)
- Karl Nahrgang (1899–1967), Heimatforscher, Archäologie sowie Gründer des Dreieich-Museums
- Günther Wiens (1901–1975), Ingenieur und Eisenbahndirektionspräsident
- Ilse Pohl (1907–2010), Schriftstellerin
- Heinrich Runkel (1911–1999), Heimatforscher
- Josef Neckermann (1912–1992), Unternehmer und Dressurreiter
- Horst Schmidt (1925–1976), hessischer Sozialminister (SPD)
- Armin Hary (* 1937), deutscher Sprinter, wohnte um 1960 in Dreieichenhain
- Jochem Jourdan (* 1937), Architekt
- Uta Zapf (* 1941), Politikerin (SPD), Abgeordnete der Stadtverordnetenversammlung
- Bodo Maria (* 1943), Unternehmer, Sänger, Komponist und Liedertexter
- Barbara Beisinghoff (* 1945), Grafikerin
- Wilhelm Ott (* 1947), Heimatforscher
- Horst Ludwig Störmer (* 1949), Physiker und Träger des Nobelpreises für Physik
- Hans Strothoff (1950–2020), Unternehmer, Gründer und Vorstandsvorsitzender der MHK Group AG
- Dieter Müller (* 1954), ehemaliger Fußballnationalspieler (12 A-Länderspiele) und Torschützenkönig bei der Fußball-Europameisterschaft 1976
- Claus Hormel (* 1957), Handballnationalspieler
- Dieter Zimmer (* 1958), deutscher Politiker (SPD)
- Anjali Göbel, Objekt- und Installationskünstlerin
- Holger Kube Ventura (* 1966), Kunsthistoriker und Kurator
- Heiko Grauel (* 1974), Synchron- und Hörspielsprecher
- Hartmut Honka (* 1978), deutscher Politiker (CDU)
- Robert Rapljenović (* 1979), deutsch-griechischer Erzpriester und Kirchenhistoriker
- Janine Wissler (* 1981), deutsche Politikerin (Die Linke)
- Anna Elendt (* 2001), deutsche Schwimmerin